# Баия (крейсер)
«Баи́я» (порт. Cruzador Bahia (C-12/C-2)) — лёгкий крейсер ВМС Бразилии, головной корабль одноимённого типа. Построен в Великобритании на верфи компании «Армстронг Уитворт». В ноябре 1910 года, спустя шесть месяцев после вступления «Баии» в строй, крейсер примкнул к восстанию кораблей бразильского флота («Восстание плетей»).
В январе 1918 года, спустя несколько месяцев после вступления Бразилии в Первую мировую войну, «Баия» и однотипный крейсер «Риу-Гранди-ду-Сул» вошли в состав отряда бразильских кораблей, собранного для патрулирования и сопровождения конвоев в Атлантике. Этот отряд стал главным вкладом Бразилии в Первую мировую войну.
В середине 1920-х крейсер прошёл серьёзную модернизацию. На корабль были установлены три новые турбины «Браун-Кёртис» и шесть новых котлов «Торникрофт», топливом для которых служила нефть, а не каменный уголь, как ранее. Модернизация энергетической установки привела к заметному изменению внешнего вида корабля: количество дымовых труб увеличилось с двух до трёх. Вооружение корабля также было модернизировано: добавили три 20-мм орудия «Мадсен», 7-мм пулемёт «Гочкисс» и четыре 533-мм торпедных аппарата. В 1930-е годы «Баия» принимала участие в нескольких мятежах, действуя на стороне правительства.

## Строительство и ввод в строй
Постройка «Баии» была частью обширной бразильской кораблестроительной программы 1904 года. Помимо строительства двух крейсеров типа «Баия» программа предусматривала постройку двух линейных кораблей типа «Минас-Жерайс», десяти эсминцев типа «Пара», трёх подводных лодок и одной плавбазы подводных лодок.
Проект «Баии» был разработан на основе проекта британских крейсеров-скаутов типа «Эдвенчур». Киль будущего крейсера заложили 19 августа 1907 года на верфи британской компании «Армстронг Уитворт» в Ньюкасл-апон-Тайне. Спуск корабля на воду был осуществлён 20 января 1909 года — спустя почти полтора года после начала строительства. Достройка крейсера была завершена 2 марта 1910 года, после чего он ушёл в Бразилию, 6 мая прибыв в порт Ресифи. 21 мая 1910 года новый крейсер вошёл в состав бразильского военно-морского флота. «Баия» стал третьим кораблём флота, названным в честь бразильского штата Баия. На момент вступления в строй крейсера типа «Баия» были самыми быстрыми крейсерами в мире. Кроме того, эти корабли стали первыми кораблями бразильского флота, оснащёнными паровыми турбинами.

## Служба

### «Восстание плетей»

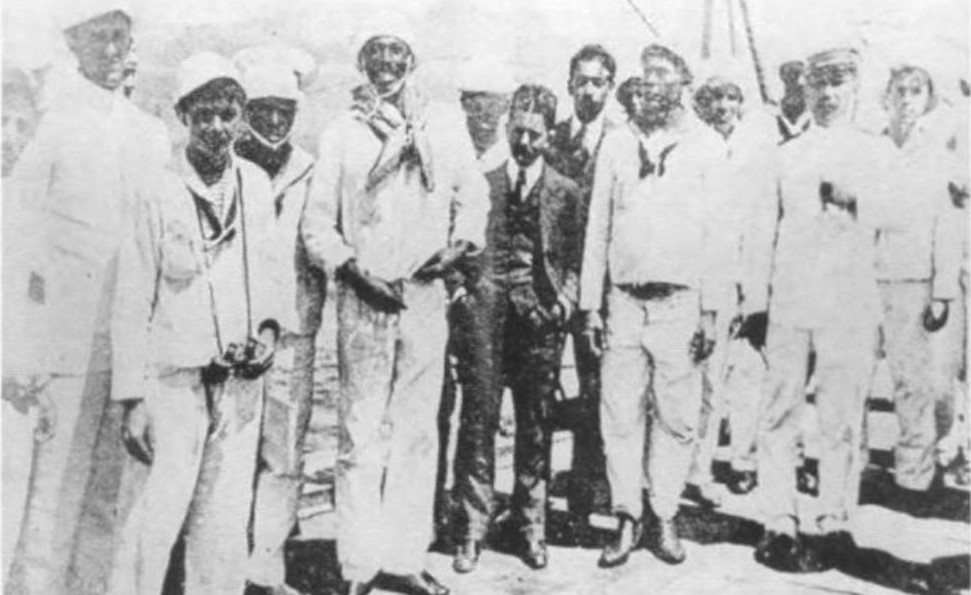
Лидер восставших Жуан Кандиду Фелизберту (в первом ряду слева от человека в тёмном костюме) вместе с репортёрами, офицерами и матросами на борту «Минас Жерайса», 26 ноября 1910 года

Во время вступления «Баии» в строй бразильская экономика находилась в кризисе. Экономические трудности, а также царивший в вооружённых силах Бразилии расизм и укоренившаяся на флоте жестокая дисциплина привели к восстанию матросов крупных кораблей.
В начале 1910 года недовольные жестоким обращением чернокожие матросы линкора «Минас Жерайс» начали готовить восстание. Предводителем восстания был избран опытный матрос Жуан Кандиду Фелизберту, прозванный «Чёрным адмиралом». В середине ноября один из матросов был жестоко наказан плетями на глазах у команды корабля — несмотря на то, что это наказание было прямо запрещено бразильским законом. Порка не была прекращена и после того, как матрос потерял сознание, что привело заговорщиков в ярость. Заговорщики решили ускорить подготовку к восстанию и 21 ноября 1910 года начали его раньше запланированного срока. Восставшие убили нескольких офицеров и командира «Минас Жерайса», остальные офицеры были силой выгнаны с корабля на берег. Восстание быстро перекинулось на однотипный линкор «Сан-Паулу», старый броненосец береговой обороны «Маршал Деодору» и на крейсер «Баия». Восставшие на «Баии» убили одного из офицеров. Однако, несмотря на восстание, на кораблях поддерживалась дисциплина. Более того, по приказу Фелизберту всё спиртное было выброшено за борт.
Матросы миноносцев сохранили верность правительству, к берегу и к президентскому дворцу были выдвинуты подразделения армии, однако ни те, ни другие не могли подавить восстание. Кроме того, восставшим симпатизировали многие военнослужащие батарей береговой обороны Рио-де-Жанейро. Этот факт, а также боязнь обстрела кораблями столицы государства побудили Национальный конгресс Бразилии принять требования восставших. В число требований входили запрет телесных наказаний, улучшение условий обитания и амнистия всем участникам восстания. Правительство также официально помиловало восставших и выступило с заявлением сожаления о случившемся, тем самым умерив накал страстей. 26 ноября корабли вернулись под контроль военно-морских сил.

### Первая мировая война
В начальные годы Первой мировой войны бразильские корабли участвовали в совместном патрулировании Южной Атлантики вместе английскими, французскими и американскими кораблями. Вместе с тем, бразильские корабли не имели права применять силу за пределами бразильских территориальных вод, поскольку Бразилия в то время не находилась в состоянии войны с Центральными державами. Бразилия старалась хранить полный нейтралитет. Так, в августе 1914 года крейсеры «Баия» и «Риу-Гранди-ду-Сул» были направлены в Сантус для соблюдения бразильского нейтралитета, поскольку поступило сообщение, что вблизи порта находится германский рейдер «Бремен». Бразилия вступила в Первую мировую войну 26 октября 1917 года на стороне Антанты.
По просьбе Великобритании бразильские ВМС 21 декабря 1917 года сформировали небольшое соединение кораблей, которое должно было отправиться на другую сторону Атлантики. 30 января 1918 года «Баия» стала флагманским кораблём новообразованного соединения Divisão Naval em Operações de Guerra (сокращённо — DNOG) контр-адмирала Педру Фронтина (порт. Pedro Max Fernando Frontin). Помимо «Баии» в состав соединения вошли однотипный крейсер «Риу-Гранди-ду-Сул», эскадренные миноносцы типа «Пара» (Piauí, Paraíba, Rio Grande do Norte и Santa Catarina), плавучая база «Бельмонте» и буксир Laurindo Pita.
31 июля соединение отправилось в британскую колонию Сьерра-Леоне. Снабжение соединения было полностью возложено на союзников, Бразилия предоставила сами корабли и людей. В пути соединение несколько раз останавливалось для пополнения запасов с плавбазы «Бельмонте», несмотря на опасность нападения германских подводных лодок. 9 августа корабли прибыли во Фритаун и оставались там вплоть до 24 августа, когда соединение вышло в Дакар. Во время перехода в Дакар с «Баии», «Риу-Гранди-ду-Сул», «Риу-Гранди-ду-Норти», «Бельмонте» и «Лауринду Пита» заметили торпеду, нацеленную на «Бельмонте», однако в итоге прошедшую мимо плавбазы. Эсминец Rio Grande do Norte обстрелял и сбросил глубинные бомбы на то, что моряки приняли за подводную лодку. Официальная история бразильских ВМС гласит, что в тот день бразильским соединением была потоплена подводная лодка, однако историк флота Роберт Шейна утверждает, что нет никаких свидетельств, подтверждающих это заявление, а гибель лодки не зафиксирована в опубликованных после войны документах о потерях германских подводных лодок.
После прибытия в Дакар соединению было приказано патрулировать район, ограниченный треугольником Дакар—Кабо-Верде—Гибралтар; союзники полагали, что этот район изобилует подводными лодками, подстерегающими конвои. Бразильские корабли должны были обеспечивать безопасность конвоев, следовавших через район патрулирования. Во время патрулирования на «Баии» и «Риу-Гранди-ду-Сул» начались проблемы с конденсаторами, усугублённые жарким тропическим климатом.
В сентябре на кораблях соединения началась эпидемия испанского гриппа. Первыми заболели моряки «Баии», после чего инфекция распространилась и на остальные бразильские корабли. В какой-то момент на некоторых кораблях болели 95 % моряков. 103 моряка умерли в походе и ещё 250 человек умерли после возвращения в Бразилию. 3 ноября «Баия», три из четырёх эсминцев и буксир были направлены в Гибралтар для действий в Средиземном море. Корабли вместе с сопровождавшим их американским эсминцем «Исраэл» прибыли в Гибралтар 9 или 10 ноября, успев к самому концу войны — 11 ноября 1918 года в Компьенском лесу было подписано соглашение о прекращении военных действий. В начале 1919 года крейсер «Баия» и четыре эсминца посетили английский Портсмут, затем корабли пересекли Ла-Манш и 15 февраля прибыли в Шербур, где командир соединения Педру Фронтин встретился с морским префектом Шербура. 23 февраля бразильские корабли ушли в Тулон, а командир соединения отправился в Париж. 25 августа 1919 года бразильское соединение было расформировано.

### Модернизация и служба в межвоенные годы
В 1925—1926 годах крейсер прошёл серьёзную модернизацию. Пять старых паровых турбин были заменены на три новых турбины «Браун-Кёртис», кроме того, десять угольных котлов были заменены на шесть нефтяных котлов «Торникрофт». Количество труб выросло с двух до трёх. Бывшие угольные ямы и часть высвободившегося после замены котлов пространства переоборудовали для хранения запасов нефти (588 120 л). В результате модернизации энергетической установки скорость крейсера выросла до 28 узлов (52 км/ч). В ходе работ было изменено размещение шлюпок.
Вооружение крейсера также было модернизировано: «Баия» получила три 20-мм зенитных орудия «Мадсен», 7-мм пулемёт «Гочкисс» и четыре 533-мм торпедных аппарата, что должно было повысить возможности борьбы с самолётами и надводными кораблями. Тем не менее, в 1930 году «Нью-Йорк Таймс» назвало «Баию» и другие бразильские корабли устаревшими, отметив, что почти все они «старше того предельного возраста, когда корабли ещё считаются боеспособными согласно договорённостям стран-участниц Вашингтонского и Лондонского морских соглашений».
В июне 1930 года «Баия» и «Риу-Гранди-ду-Сул» сопровождали в США океанский лайнер Almirante Jacequay, пассажиром которого был недавно избранный президентом Бразилии, но ещё не вступивший в должность Жулиу Престис. Визит Престиса в США рассматривался как ответ на визит американского президента Герберта Гувера в Бразилию, которую тот посетил в декабре 1928 года, также будучи избранным, но ещё не вступившим в должность. В ста милях от Санди-Хук бразильские суда были встречены американскими лёгкими крейсерами «Трентон» и «Марблхэд», приветствовавшими Престиса 21-пушечным салютом. Из-за тумана путь до Нью-Йорка по фарватеру Амброз-ченнел занял 5 часов. После прибытия кораблей в гавань Нью-Йорка Престис на шлюпке отправился на берег. Отбытие Престиса сопровождалось 21-пушечным салютом «Баии» и двумя выстрелами с батарей Форт-Джей (англ. Fort Jay). Высадившийся на берег Престис отправился в ратушу Нью-Йорка, откуда затем поспешил в Вашингтон. После восьми дней пребывания в США Престис сел на лайнер «Олимпик» и отправился во Францию. Во время визита бразильские крейсера стояли на якоре в акватории Нью-Йоркской военно-морской верфи.
Во время революции (октябрь—ноябрь 1930 года) крейсеры «Баия» и «Риу-Гранди-ду-Сул» совместно с пятью или шестью эсминцами крейсировали у побережья штата Санта-Катарина. Спустя два года в Бразилии началась Конституционалистская революция. «Баия» участвовала в блокаде порта Сантус, подконтрольного восставшим. В 1934—1935 годах крейсер находился в ремонте. В ноябре 1935 года «Баия» и «Риу-Гранди-ду-Сул» отправились в Натал — столицу штата Риу-Гранди-ду-Норти. Крейсеры должны были оказать помощь в подавлении очередного восстания. Кораблям был отдан приказ потопить пароход «Сантус», на котором пытались сбежать некоторые из лидеров восстания.
17—25 мая 1935 года «Баия» и «Риу-Гранди-ду-Сул» сопровождали бразильский линкор «Сан-Паулу», на борту которого президент Бразилии Жетулиу Варгас отправился в столицу Аргентины Буэнос-Айрес. В пути к бразильским кораблям присоединилась аргентинская эскадра: линкоры «Ривадавия» и «Морено», тяжёлые крейсеры «Альмиранте Браун» и «Вейнтисинко де Майо», а также пять эсминцев.
2 мая 1936 года «Баия» встретила и сопроводила в Рио-де-Жанейро тяжёлые крейсеры «Альмиранте Браун» и «Вейнтисинко де Майо». На борту последнего находился Морской министр Аргентины контр-адмирал Элеасар Видела.

### Служба в период Второй мировой войны
Во время Второй мировой войны крейсер вновь привлекли к конвойной службе. Примерно за год корабль прошёл свыше 100 000 морских миль (190 000 км). По состоянию на 4 июля 1945 года крейсер обеспечивал охрану транспортных самолётов, следовавших с Атлантического на Тихоокеанский театр войны. В этот день расчёты зенитных орудий крейсера проводили учебные стрельбы. Одно из орудий, наведённое слишком низко, попало в глубинные бомбы, сложенные на корме. Последовавший мощный взрыв разрушил корабль, и крейсер затонул в течение нескольких минут. Взрыв пережили лишь немногие из находившихся на борту людей, и ещё меньше их было спасено, когда через несколько дней спасательные плоты были обнаружены. Многие из тех, кто оказался в воде после взрыва крейсера и его затопления, стали жертвами акул.
Ещё до окончания расследования южноамериканская пресса начала сваливать вину в трагедии на экипаж одной из немецких подлодок, сдавшихся властям Аргентины: назывались U-530 обер-лейтенанта цур зее Отто Вермута или U-977 Хайнца Шеффера. Министерство военно-морского флота Аргентины вынуждено было выпустить официальное коммюнике, в котором опровергало все домыслы о каком-либо вооружённом нападении на «Баию».

## Комментарии
1. ↑  «Нью-Йорк Таймс» упоминает «Бремен», однако в то время крейсер находился на Балтике. Единственным германским крейсером в этом районе в августе 1914 года был «Дрезден»
2. ↑  Источники дают две даты. Согласно Navios de Guerra Brasileiros и Dictionary of American Naval Fighting Ships, корабли прибыли в Гибралтар 9 ноября. Роберт Шейна пишет о 10 ноября
3. ↑  В официальной истории корабля заявлены 1924—1927 годы, однако Шейна и Уитли пишут о 1925—1926 годах